# شيرنوفروه
شيرنوفروه (بالبلغارية: Черновръх)‏ قرية تقع إدارياً ضمن تريافنا في بلغاريا. ويبلغ عدد سكانها 62 نسمة حسب تعداد 15 مارس 2015. تعتمد شيرنوفروه للبريد على الرمز البريدي 5365 وللاتصالات على رمز الاتصال الهاتفي المحلي 0677.